# BREN Tower
A torre BREN foi um mastro de estrutura de aço estaiada, 465 m (1,527 ft) de altura, no Nevada Test Site em Nevada, EUA. "BREN" significa "Bare Reactor Experiment Nevada". Como parte da "Área de Testes de Nevada" (uma área de testes nucleares no Estado Americano de Nevada) , também foi localizado em espaço aéreo restrito (R-4808N).